# Wasserturm Haberskirch
Der Wasserturm Haberskirch ist ein südlich des zu Friedberg (Bayern) gehörenden Dorfes Haberskirch im Jahr 1968 errichteter Wasserturm mit einem Behältervolumen von 150 Kubikmetern.
Auf dem Dach des 36 Meter hohen Wasserturms Haberkirch befindet sich ein 18 Meter hoher Antennenträger, an dem sich neben Mobilfunksendern auch Sendeantennen zur Verbreitung des Programms des Deutschlandfunks auf 97,8 MHz mit 500 W ERP befinden.
2011 erfolgte eine Sanierung von Betonschäden und eine Außenbeschichtung des Betons.